# Jacob van Deventer (General)

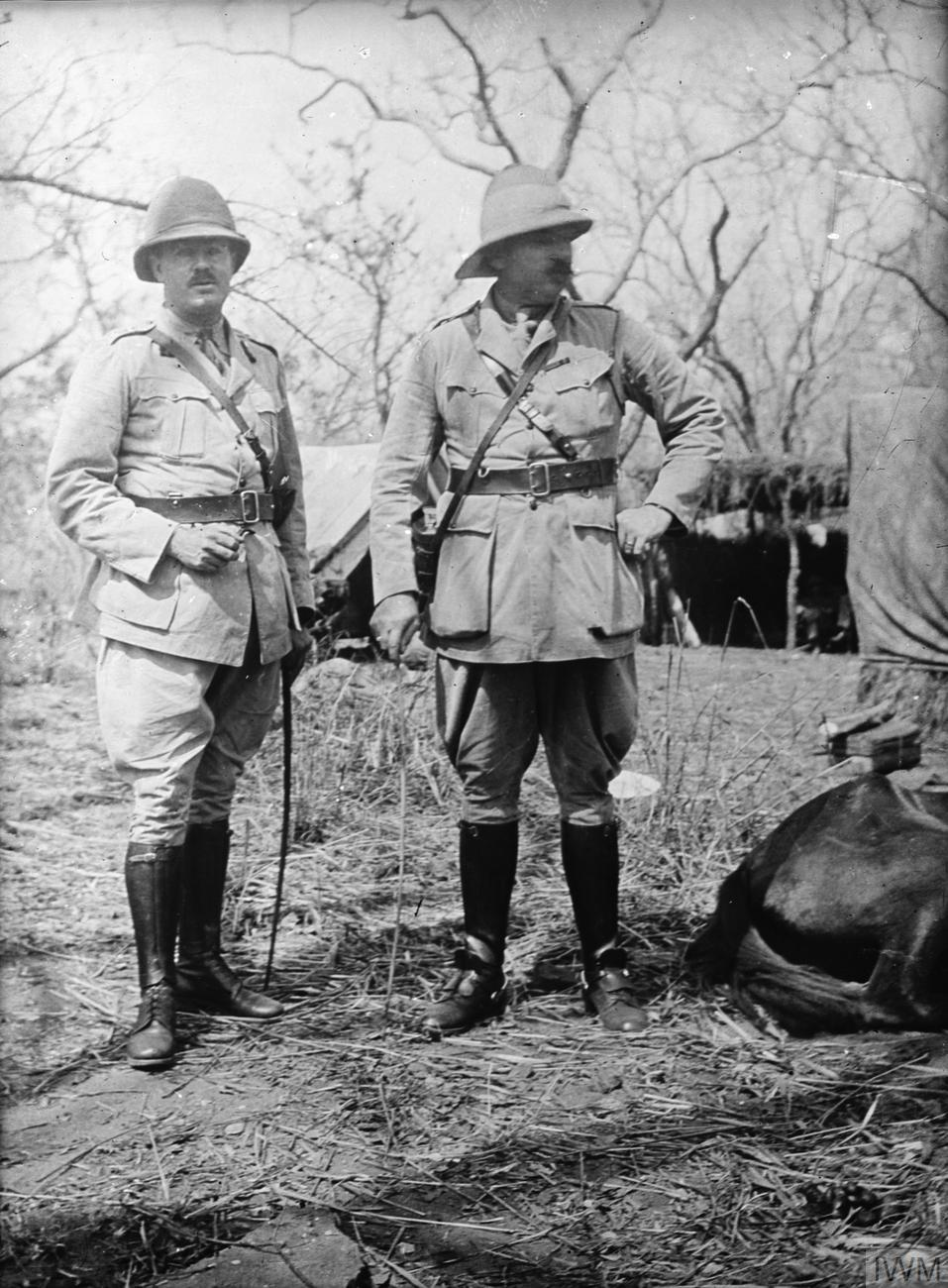
General Van Deventer (rechts), ca. 1917/1918 mit seinem Stabschef Brigadegeneral S.H. Scheppard

Jacob Louis (Jaap) van Deventer (* 18. Juli 1874 in Ficksburg, Oranje-Freistaat; † 17. August 1922 in Zilkaatsnek, Hartbeespoort bei Pretoria) war ein südafrikanischer burischer und britischer General. Van Deventer kämpfte im Zweiten Burenkrieg (1899–1902) gegen die Briten, während er im Ersten Weltkrieg auf britischer Seite in den Krieg zog. Er wurde von König Georg V. König des Vereinigten Königreichs von Großbritannien und Irland zum Ritter geschlagen und zu seinem Adjutanten ernannt.
Van Deventer wurde in Ficksburg im Oranje-Freistaat geboren. Er begann seine Militärkarriere in den republikanischen Streitkräften der Südafrikanische Republik in Pretoria am 21. Februar 1896 und kämpfte im Zweiten Burenkrieg (1899–1902). Er war fast 2 m groß. Eine schwere Verwundung vom Ende des Zweiten Burenkrieges beeinträchtigte seine Sprachfähigkeit. Van Deventer beherrschte Guerilla-Taktiken.
Er kehrte zum Militärdienst im Ersten Weltkrieg zurück und befehligte eine Formation der Verteidigungsmacht der Union (Union Defence Force) im Deutsch-Ostafrika-Feldzug (1914–1915). Später, im Deutsch-Ostafrika-Feldzug (1916–1918) gegen die Schutztruppe von General Von Lettow-Vorbeck, befehligte er eine berittene Brigade der ‘South African Overseas Expeditionary Force (SAOEF)’ (Südafrikanische Auslandsexpeditionstruppe), dann eine Division und schließlich (1917–1918) alle britischen imperialen Streitkräfte in der Region (obwohl er angeblich kaum Englisch sprach). Für seine Verdienste wurde er zweimal zum Ritter geschlagen.
Nach dem Krieg war er Teilzeitinspektionsoffizier. 1921 wurde er zum Großoffizier des portugiesischen Militärordens von Aviz ernannt. 1922 befehligte er eine berittene Brigade in Operationen, um die Rand-Revolte auf dem Witwatersrand zu zerschlagen. Er starb später 1922 in Pretoria.

## Persönlich
- Van Deventer war mit Maria Cornelia Snyman (geboren am 5. Mai 1890) verheiratet.
- Sein vollständiger Titel war Generalleutnant Sir Jacob Louis Van Deventer, KCB CMG DTD. Mit einem Sinn für Humor entschied er sich jedoch dafür, als „Sir Jaap“ bekannt zu sein[4]